# Trelldom
Trelldom ist ein Projekt des norwegischen Sängers Gaahl, das 1992 gegründet wurde.

## Geschichte
Die Band arbeitete mit Mitgliedern von Taake, Gaahlskagg, und Sigfader zusammen; Gaahl, Sänger der Band, wurde später als zeitweiliger Sänger von Gorgoroth bekannt. Mehrere der Veröffentlichungen wurden in den Grieghallen-Studios aufgenommen und vom dortigen Mitarbeiter Pytten produziert.
Mit den Aufnahmen für das dritte Album, Til minne…, wurde zwar schon 2001 begonnen, aber aufgrund eines Festplattendefekts im Studio und einer Haftstrafe Gaahls verzögerte sich die Veröffentlichung bis 2007. Er kündigte aber an, nicht wieder so lange mit der Veröffentlichung eines neuen Albums warten zu wollen. Gaahl hat vor, die Band auch in ferner Zukunft nicht aufzulösen.
Obwohl Gaahl nicht vorhat, live aufzutreten, lehnt er es nicht generell ab.

## Stil
Die Texte sind auf Norwegisch gehalten, da sie sehr persönlich seien. Manche Texte sind in altertümlichem Norwegisch verfasst.  Die Texte werden, wie auch in anderen Nebenprojekten Gaahls, nicht abgedruckt.
Die Alben sind als 9-teiliger Zyklus zum Thema Seele konzipiert. Sie sind jeweils mit einem Wort der nordischen oder schamanischen Mythologie benannt, mit dessen Thema sie sich beschäftigen. So behandelt zum Beispiel Til minne… die Vererbbarkeit der Erinnerung oder die Nichtlinearität der Zeit.

## Diskografie
- 1994: Disappearing of the Burning Moon (Demoaufnahme)
- 1995: Til evighet…
- 1998: Til et annet…
- 2007: Til minne…
- 2024: By the Shadows…